# Zeugandra iranshahrii
Zeugandra iranshahrii är en klockväxtart som beskrevs av Esfandiar Esfandiari. Zeugandra iranshahrii ingår i släktet Zeugandra och familjen klockväxter.
Artens utbredningsområde är Iran. Inga underarter finns listade i Catalogue of Life.